# Лефей, Джулиан
Джулиан Лефей (англ. Julian LeFay; 30 октября 1965, Дания — 22 июля 2025) — датский геймдизайнер, программист и музыкант. Наиболее известен за работу над играми The Elder Scrolls: Arena, The Elder Scrolls II: Daggerfall и An Elder Scrolls Legend: Battlespire, благодаря которым получил прозвище «отец The Elder Scrolls».

## Биография
Лефей родился 30 октября 1965 года в Дании, имя при рождении — Бенни Йенсен. До работы в игровой индустрии был участником датской электро-поп группы Russia Heat:14:10.
В начале карьеры Лефей участвовал в проектах для PC, Amiga и NES в роли программиста и композитора. Он, в частности, сочинил саундтрек для Sword of Sodan (1988) и Where’s Waldo? (1991).
В 1987 году присоединился к компании Bethesda Softworks вскоре после её основания, за работу в которой впоследствии получил прозвище «отец The Elder Scrolls». В роли ведущего инженера руководил разработкой ряда ранних игр студии, включая The Terminator 2029, Arena, Daggerfall и Battlespire. Джулианос, бог из мира The Elder Scrolls, был назван в честь Джулиана. В 1998 году покинул Bethesda, что не помешало ему принять участие в разработке The Elder Scrolls III: Morrowind в качестве работника по контракту. Также недолго проработал в Sega, где, в частности, принял участие в разработке Skullgirls:3:05:30.
После ухода из игровой индустрии работал в Blockbuster в роли вице-президента по исследованию и разработке, участвуя в разработке поискового движка и синтаксического анализатора естественных языков. В ходе работы в компании Лефей выучил древнегреческий и разработал анализатор для этого языка:2:26:10. В январе 2021 года Лефей стал технологическим директором Licorice, в которой отвечал за налаживание серверов и технической инфраструктуры компании.
В 2019 году Лефей, совместно с бывшими работниками Bethesda Тедом Петерсоном и Виджеем Лакшманом, основал независимую игровую студию OnceLost Games и анонсировал разработку ролевой компьютерной игры в открытом мире The Wayward Realms, позиционировавшейся как духовная наследница Daggerfall. Крупные издатели предлагали до 8 млн долларов для финансирования разработки, однако студия отказалась, посчитав, что создание задуманной игры потребует как минимум 12 млн долларов. Публике The Wayward Realms была впервые представлена в 2021 году. 30 мая 2024 года была запущена кампания на Kickstarter с целью привлечь 500 000 долларов на первый год разработки, с планом создать ранний билд игры и использовать его для дальнейшего поиска издателя. Кампания завершилась успехом.
17 июля 2025 года OnceLost Games объявила об уходе ЛеФэя из компании в силу болезни — у него был диагностирован рак четвёртой степени. 22 июля Лефей умер.

## Игры
| Год  | Игра                                 | Роль(и)                                   | Источник |
| ---- | ------------------------------------ | ----------------------------------------- | -------- |
| 1988 | Sword of Sodan                       | композитор                                | [ 4 ]    |
| 1988 | Wayne Gretzky Hockey                 | геймдизайнер, программист, композитор     | [ 21 ]   |
| 1989 | Dragon’s Lair                        | программист (DOS)                         | [ 21 ]   |
| 1991 | Where’s Waldo?                       | композитор                                | [ 5 ]    |
| 1991 | The Terminator                       | геймдизайнер                              | [ 22 ]   |
| 1992 | The Terminator 2029                  | ведущий программист                       | [ 23 ]   |
| 1994 | The Elder Scrolls: Arena             | ведущий программист                       | [ 18 ]   |
| 1996 | The Elder Scrolls II: Daggerfall     | руководитель проекта, ведущий программист | [ 24 ]   |
| 1997 | An Elder Scrolls Legend: Battlespire | руководитель проекта, геймдизайнер        | [ 25 ]   |
| TBA  | The Wayward Realms                   | технический продюсер                      | [ 6 ]    |